# جيم كايل
جيم كايل (بالإنجليزية: Jim Kyle)‏ هو سياسي أمريكي، ولد في 14 أكتوبر 1950 في ممفيس في الولايات المتحدة. حزبياً، نشط في الحزب الديمقراطي. وقد انتخب عضو مجلس ولاية تينيسي.

## وصلات خارجية
- الموقع الرسمي